# Frederik Meijer Gardens and Sculpture Park
Le Frederik Meijer Gardens and Sculpture Park est un terrain d'environ 50 ha, comprenant un jardin botanique et un parc de sculptures situé au Grand Rapids dans le Michigan aux États-Unis, souvent appelé le Meijer Gardens, un des plus importants événements culturels du Midwest américain.

## Histoire
Meijer Gardens fut ouvert au public en 1995 grâce à un don de Frederik et Lena Meijer (Meijer), qui offrirent le soutien financier, les terrains et leur collection complète de sculptures à l'organisation. 
Le caractère typique de parc et jardin où la nature et l'art forment un ensemble, convient parfaitement à l'objectif de Meijer Gardens.

## Composition
Le Meijer Gardens offre plusieurs possibilités au visiteur, notamment : 
- Le Lena Meijer Conservatory composé d'une serre tropicale, une serre exotique, une serre asiatique, une serre désertique et une serre Victorienne.
- Des jardins paysagers avec entre autres un jardin dit des quatre saisons.
- Le Wege Nature Trail: un sentier écologique du Michigan eco-bospad comprenant des marais naturels et des prairies.
- Le Gwen Frostic Woodland Shade Garden, une partie boisée comprenant des plantations variées de fougères, d'hostas, des cœurs de Marie, des rhododendrons ainsi que des azalées.
- Le Michigan Farm Garden où les familles peuvent découvrir des vergers, des potagers, etc. à l'emplacement d'une ancienne ferme.
- Le Frederik Meijer Gardens Amphitheater fut ouvert au public en juin 2003.  Il s'agit d'un théâtre de plein air pouvant accueillir 1 800 spectateurs.

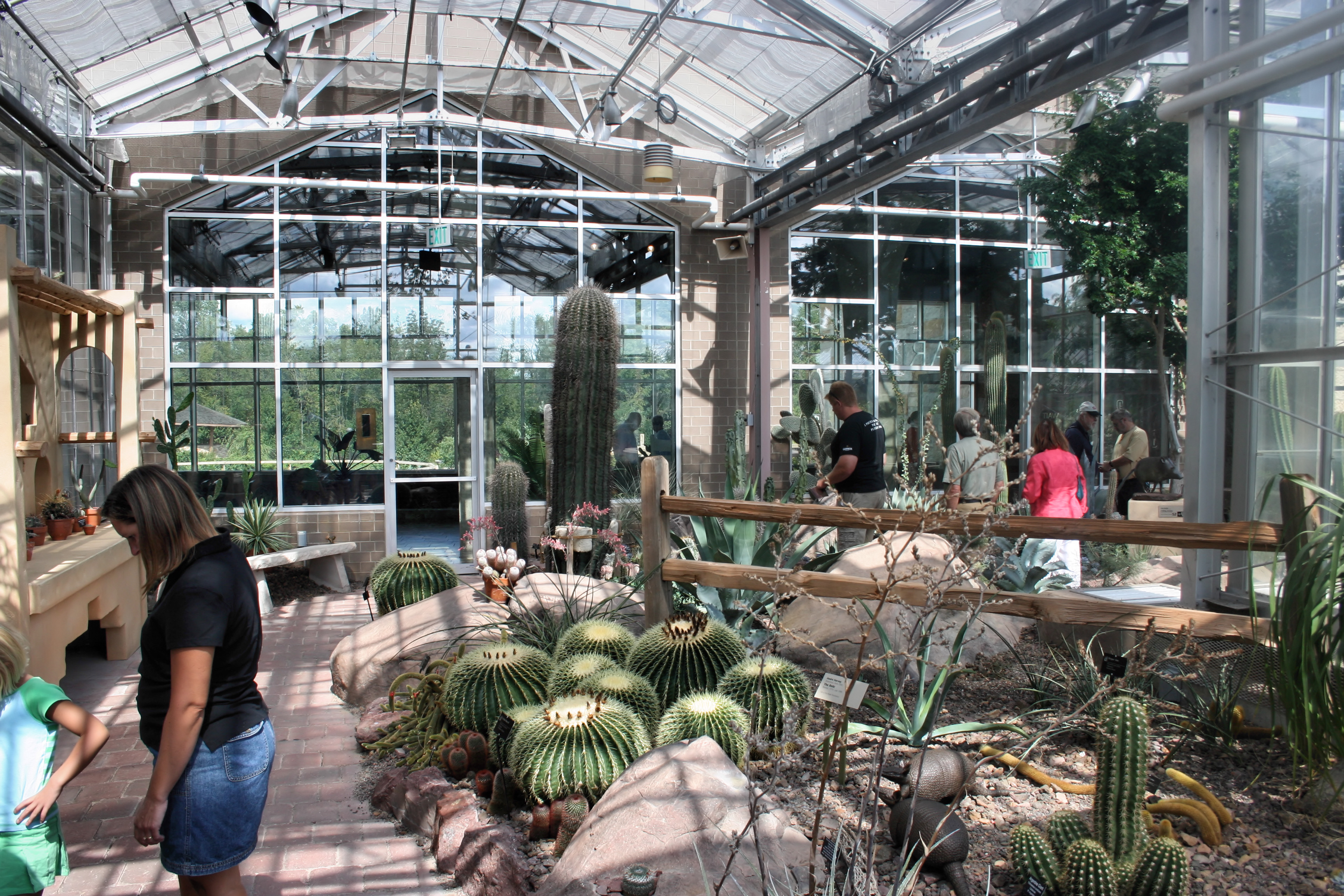
The Arid room du désert
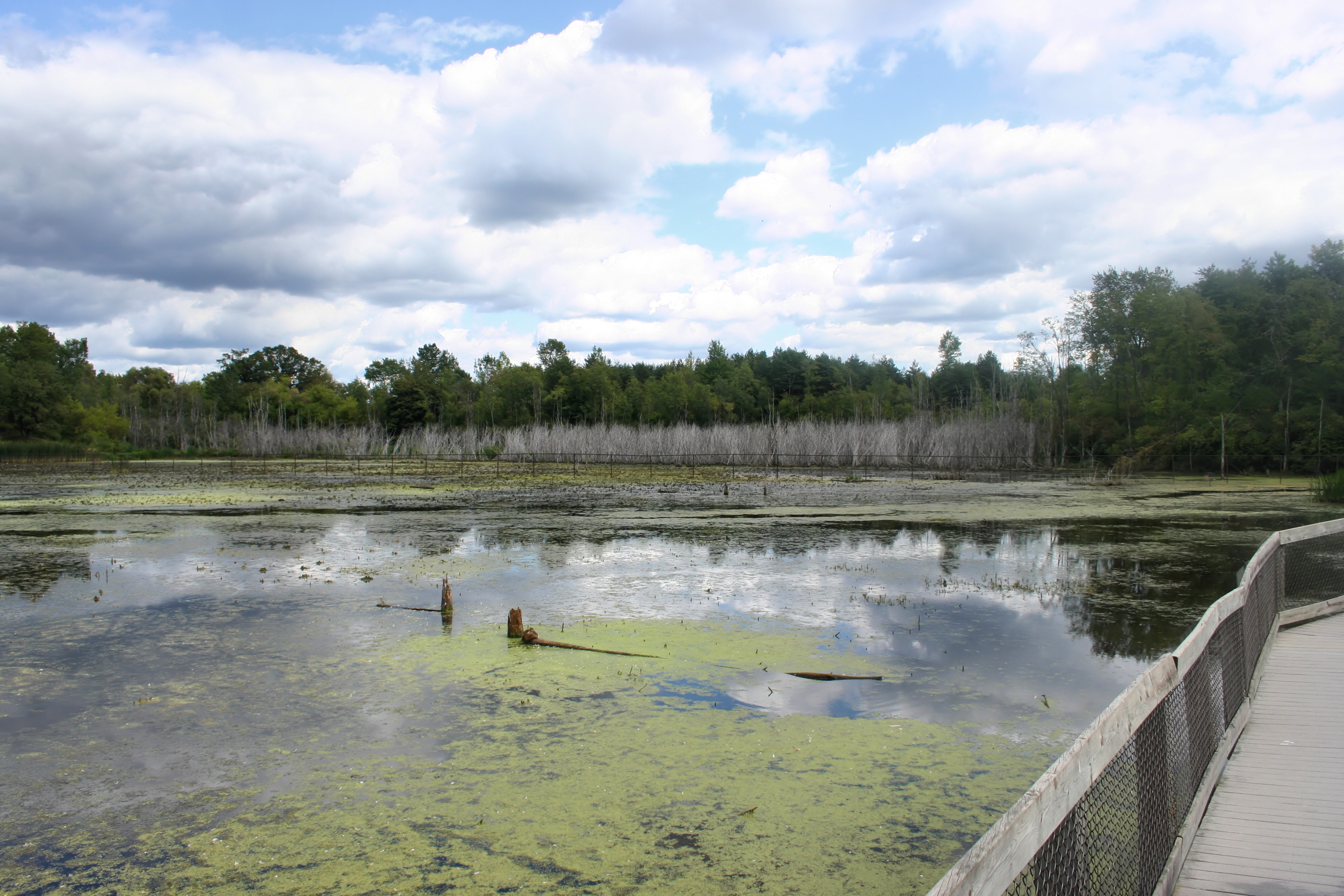
The Wege Nature Trail paysage des marais
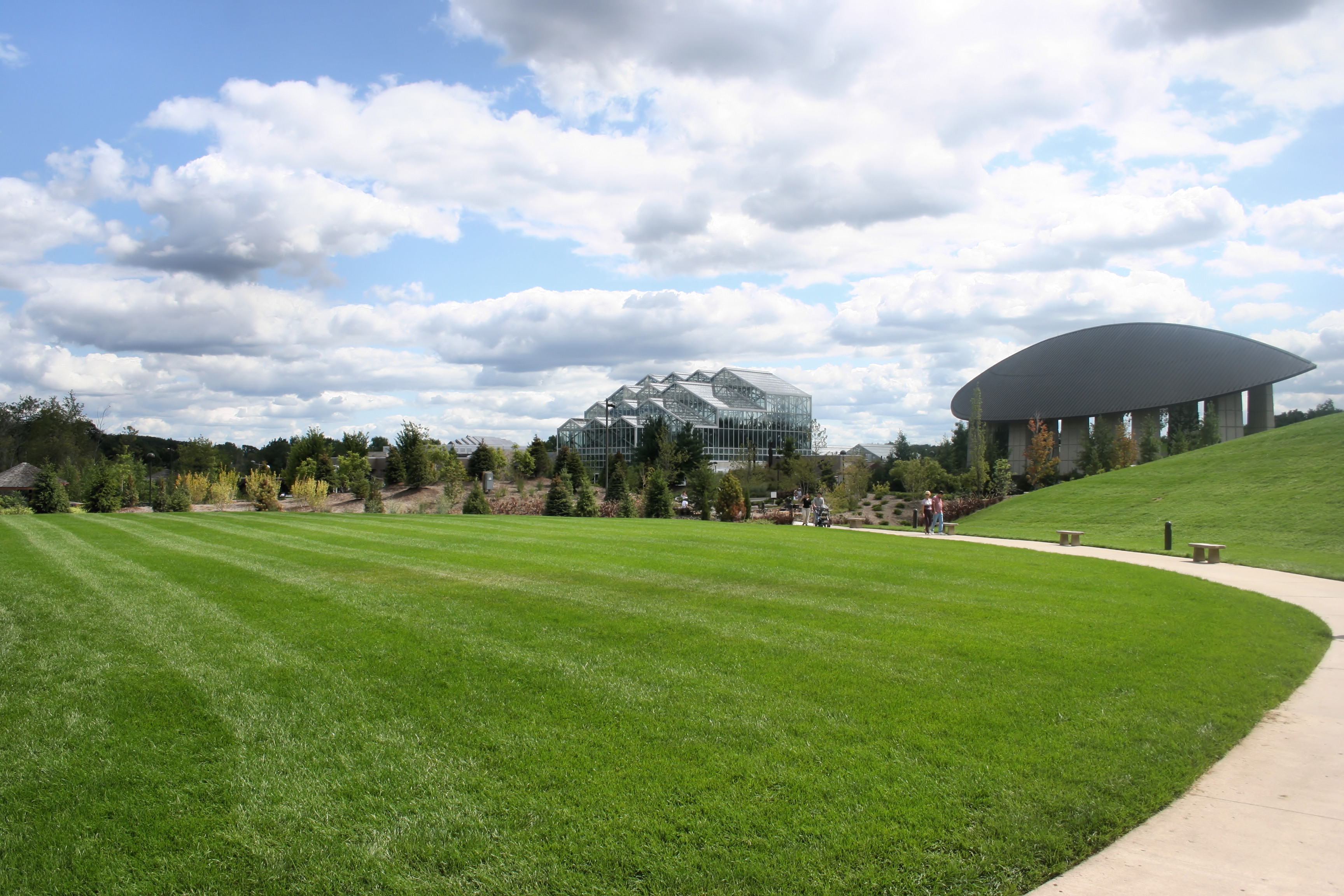
Serre, amphithéâtre, paysage
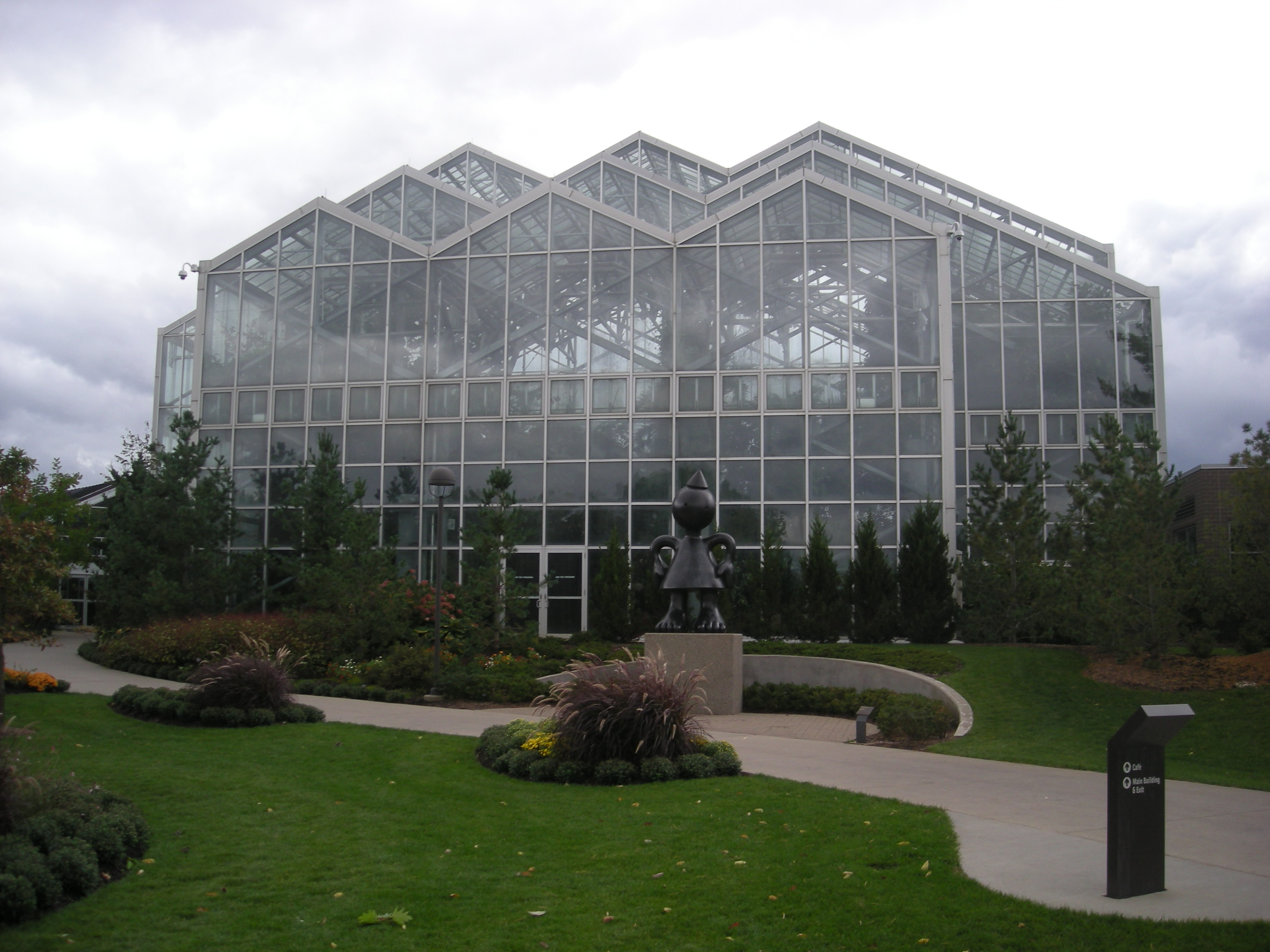
Lena Meijer Tropical Conservatory
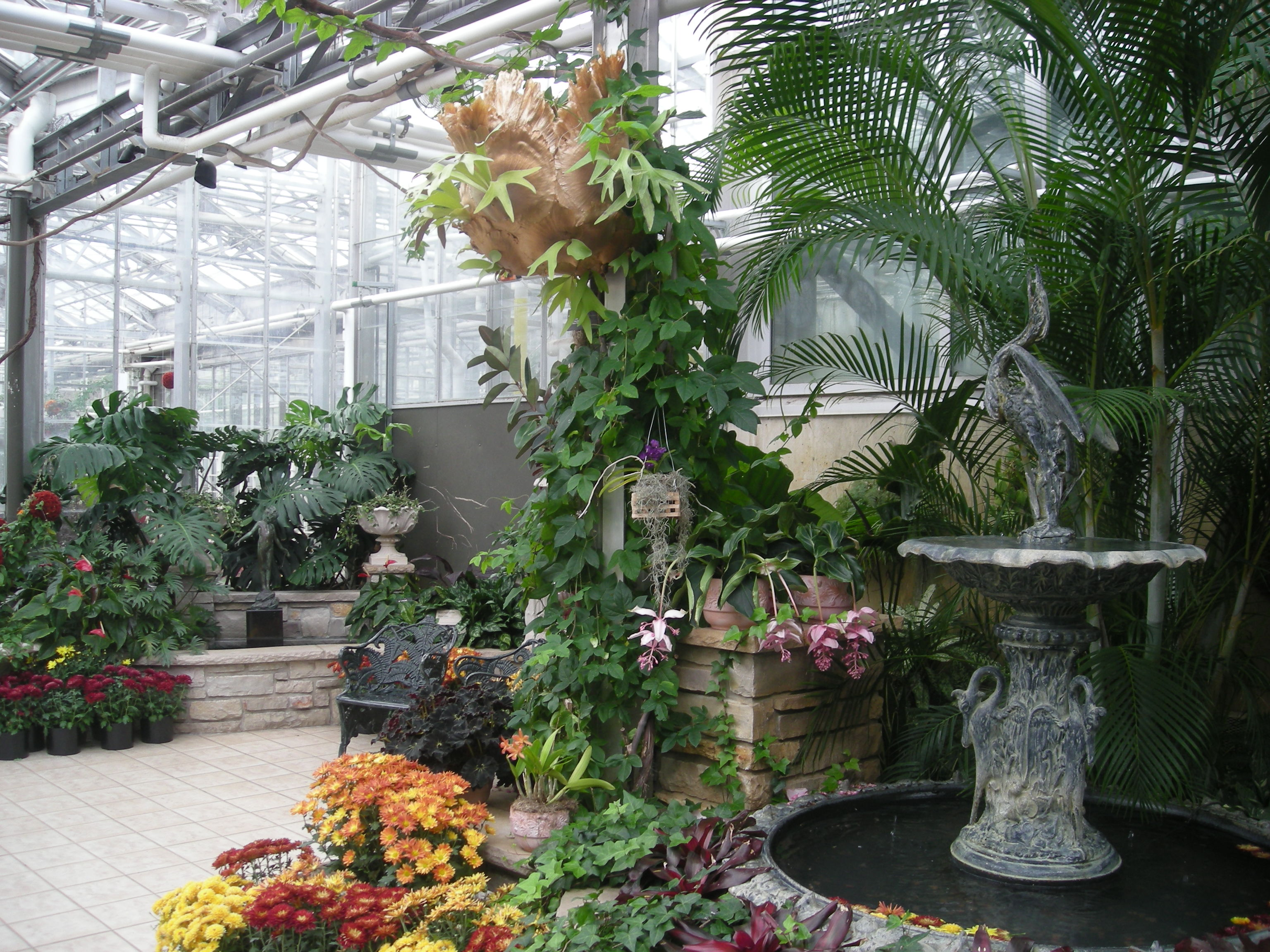
Earl and Donnalee Holton Victorian Garden
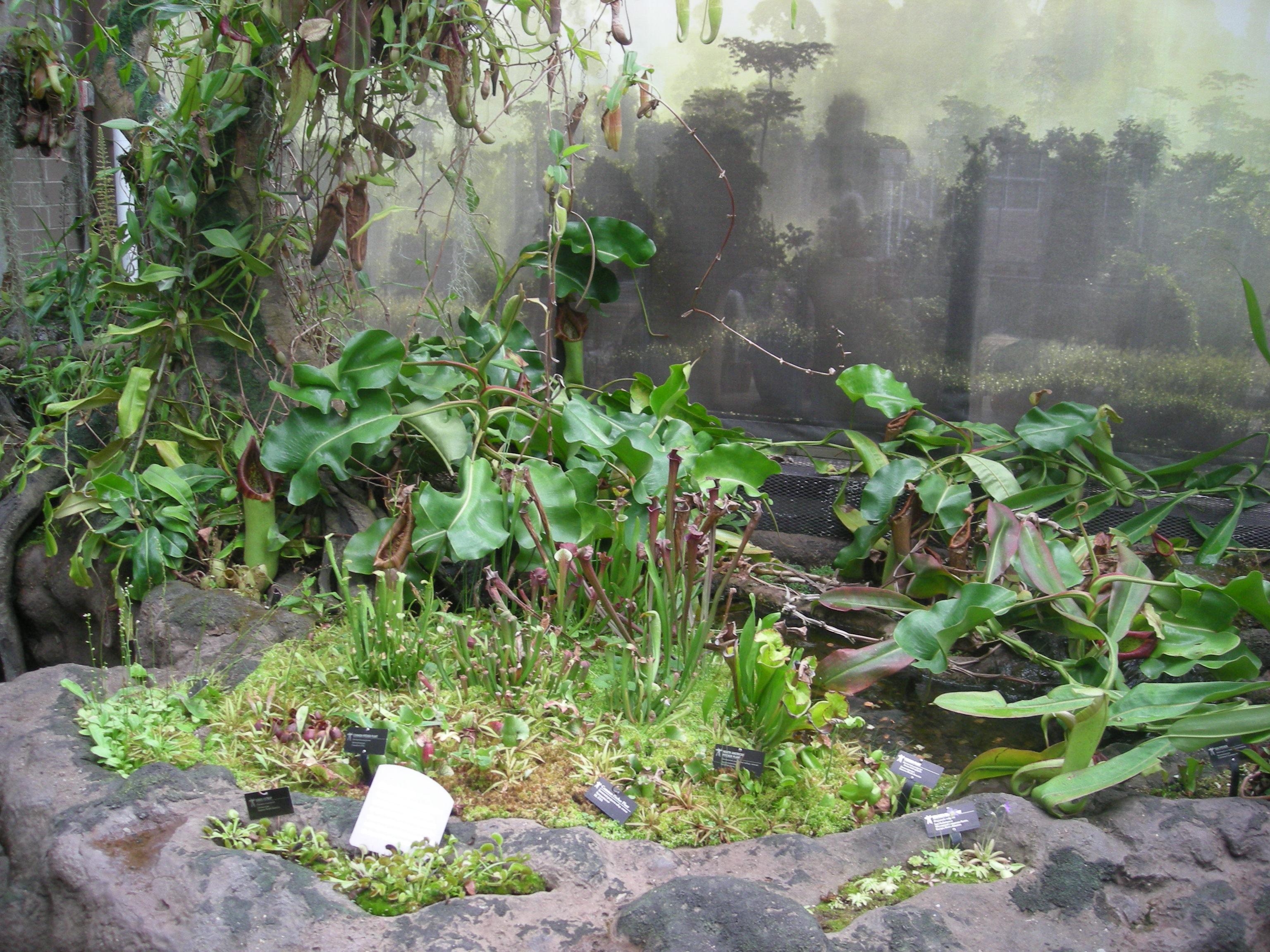
Kenneth E. Nelson Carnivorous Plant House
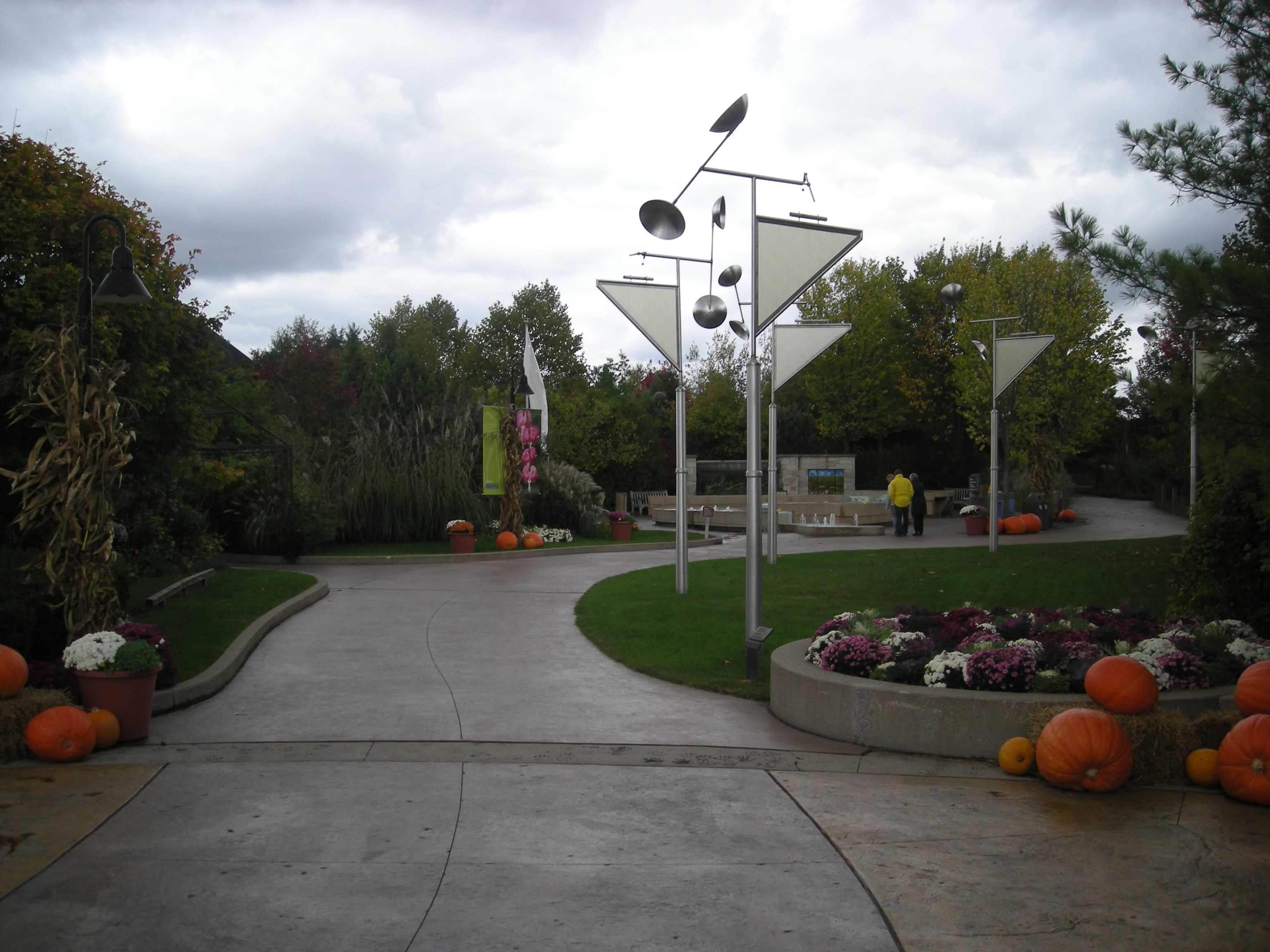
Lena Meijer Children's Garden
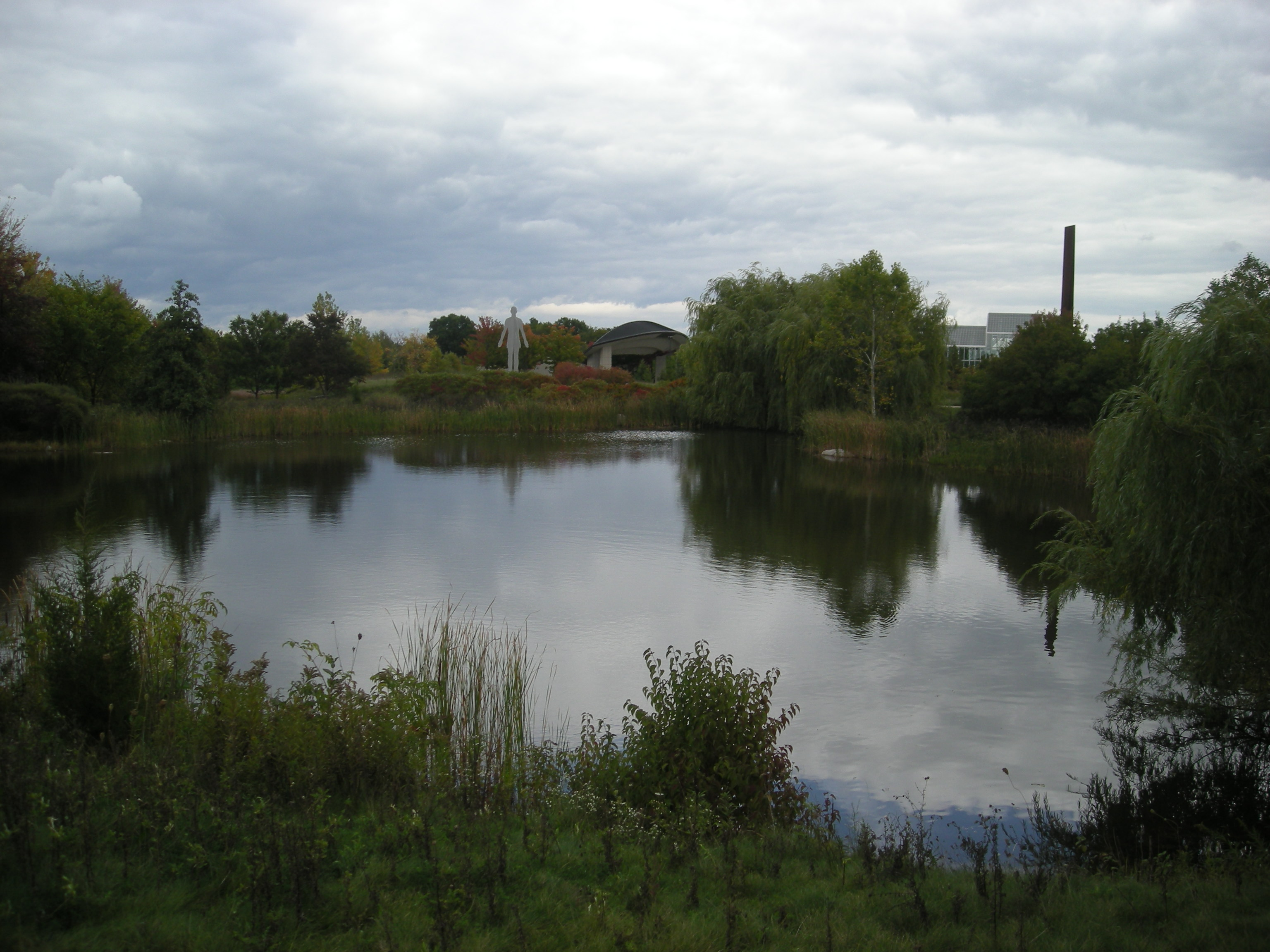
Sculpture Park
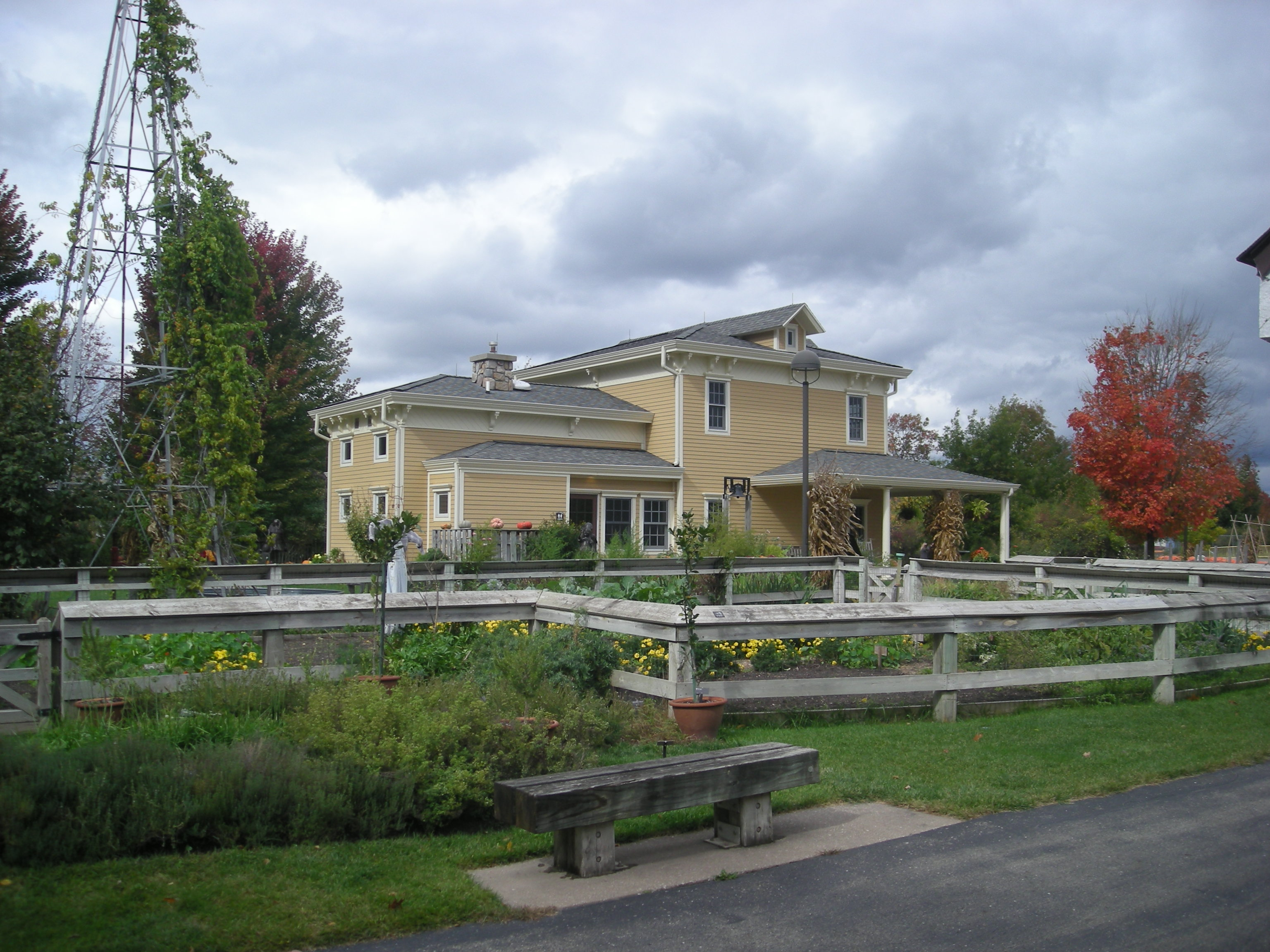
Michigan's Farm Garden
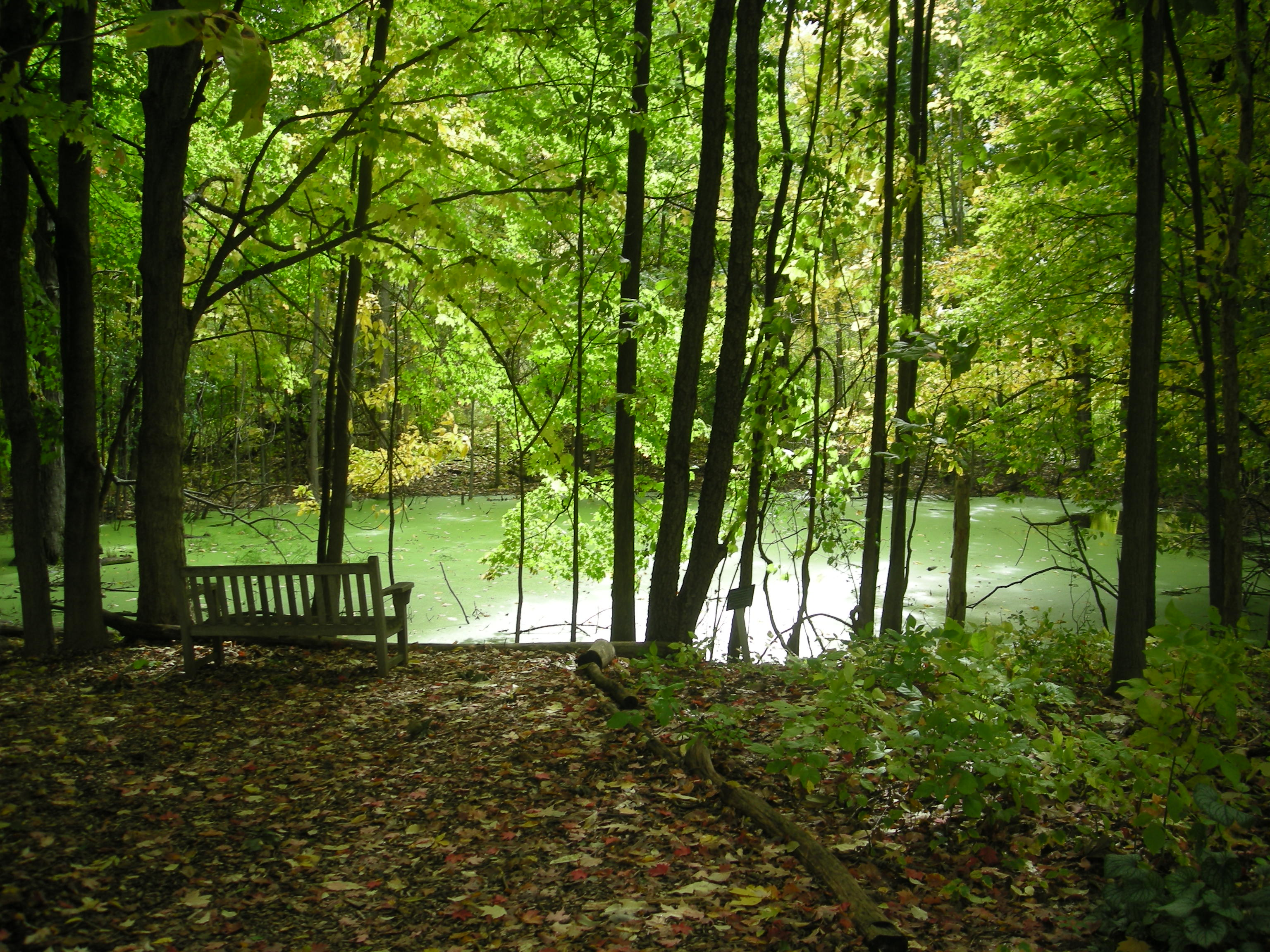
Gwen Frostic Woodland Shade Garden
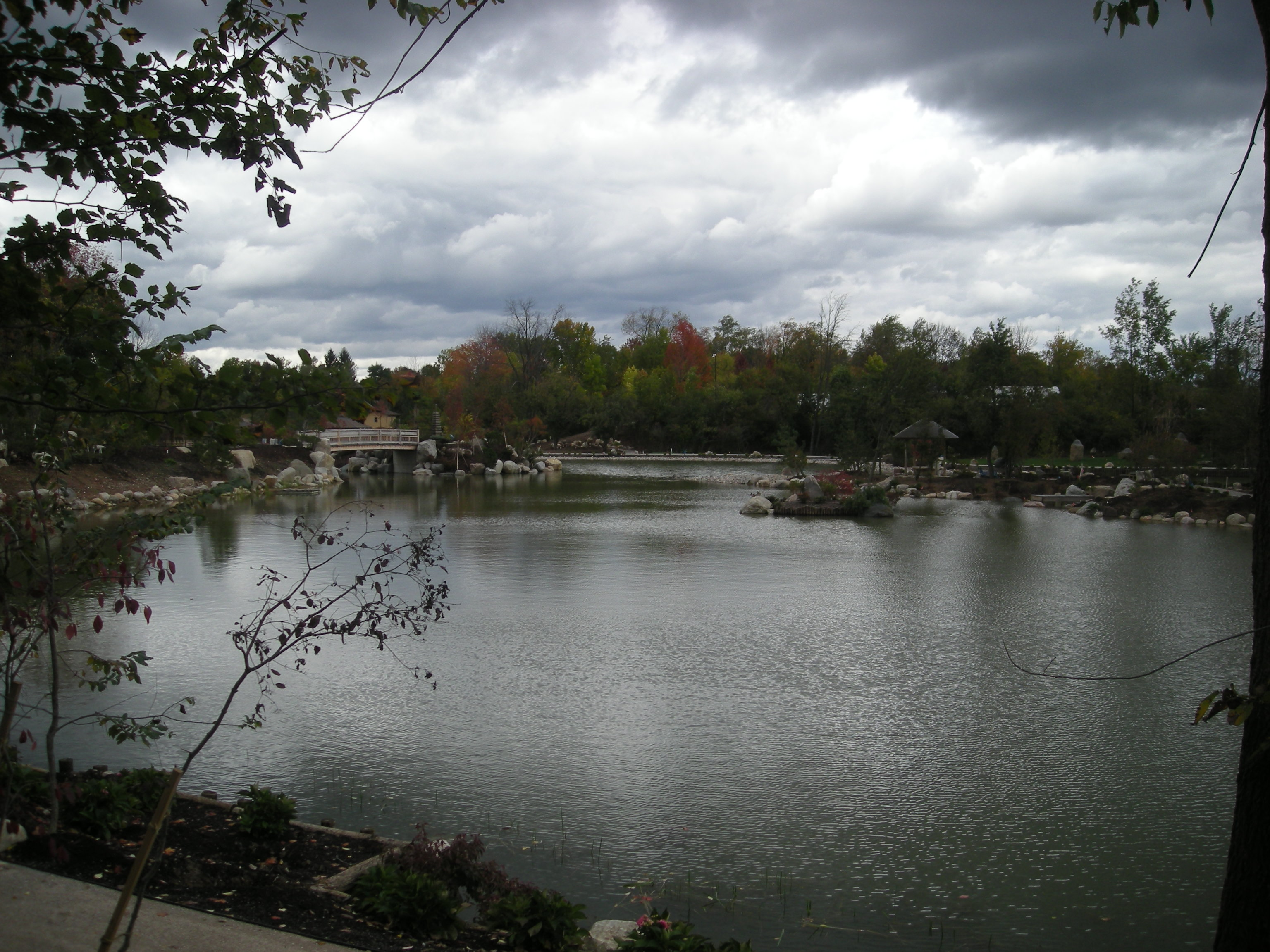
Richard & Helen DeVos Japanese Garden (en cours de construction, octobre 2014)

## Le parc de sculptures
Le Meijer Gardens comprend un vaste parc de sculptures depuis 2002 présentant plus de 170 œuvres de sculpteurs de renommée comme :
- Magdalena Abakanowicz
- Nina Akamu
- Jonathan Borofsky
- Alexander Calder
- Mark di Suvero
- Henry Moore
- Claes Oldenburg

Le programme d'exposition du Meijer Gardens prévoit en outre trois expositions annuelles.